# Fanta Exotic Thrill
|  | Sammenskrivningsforslag Artiklen Fanta Exotic Thrill er foreslået føjet ind i Fanta. (Siden juli 2019) Diskutér forslaget |

Fanta Exotic Thrill er et produkt af The Coca-Cola Company. Der er en videreudvikling af  Fanta, og er rødere end Fantas gule farve. Det har også anden smag.